# 江草隆繁
江草 隆繁（えぐさ たかしげ、1909年（明治42年）9月4日 - 1944年（昭和19年）6月15日）は、日本の海軍軍人。海兵58期。五二一空陸上爆撃機搭乗員として参加したあ号作戦で戦死した。最終階級は海軍大佐。

## 生涯
1909年（明治42年）9月4日、広島県芦品郡有磨村下有地（現・福山市芦田町）に農家の九右衛門とキタの三男として生まれる。江草家は旧家で代々地主である。江草姓は、同地方の戦国時代の豪族などに見られ、広島と岡山の県境に多く見られる。
1925年（大正14年）、海軍兵学校と陸軍士官学校の両方を合格。江草は海兵に行く気だったが、入校直前の身体検査で結核と誤診されて海兵57期には入校できなかった。1926年（大正15年）3月、旧制府中中学校（現・広島県立府中高等学校）を第1期生として卒業。同級に浦上豊、岡崎平夫ら。1927年（昭和2年）4月8日、海軍兵学校58期として入校。同期には村田重治、中島正、奥宮正武ら。1930年（昭和5年）11月18日、海兵58期を卒業。58期生は少尉候補生として装甲巡洋艦「出雲」・「八雲」に乗組し練習航海に出発。1931年（昭和6年）重巡洋艦「羽黒」乗組。1932年（昭和7年）4月1日海軍少尉。
1933年（昭和8年）11月、第24期飛行科学生卒業。海軍中尉に昇進。艦上攻撃機搭乗員となり、水平爆撃、雷撃の延長訓練を受けるため館山海軍航空隊に配属。1934年（昭和9年）4月、空母「鳳翔」乗組。1935年（昭和10年）10月、佐伯海軍航空隊（佐伯空）着任。源田実大尉の研究により正式採用された急降下爆撃の訓練を受け、江草は艦上攻撃機から艦上爆撃機に転科した。「九四式特殊爆撃機」で急降下爆撃の訓練が行われたが、荷重と気圧の激変による航空障害を伴う過酷なものだった。
1936年（昭和11年）11月、海軍大尉、佐伯空分隊長。1937年（昭和12年）9月、南京爆撃に参加。12月、空母「龍驤」分隊長。中国の沿岸封鎖作戦と発艦訓練に当たる。
1939年（昭和14年）10月、岡村基春海軍中佐の妹・聖子と結婚する。媒酌は大西瀧治郎夫妻。岡村中佐が「わが妹を嫁にやるに適した人物は、海軍広しといえどもこの男をおいて他になし」と妹に強く勧めたことが馴れ初めであった。
11月、横須賀海軍航空隊（横空）分隊長兼教官。急降下爆撃法の研究を行う。

### 太平洋戦争

#### 空母蒼龍

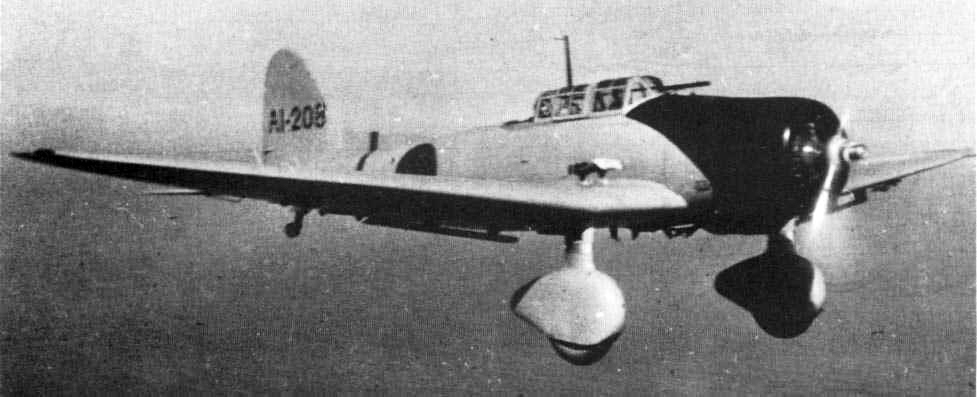
江草大尉が搭乗した「九九艦爆」
（写真は空母「赤城所属機」）

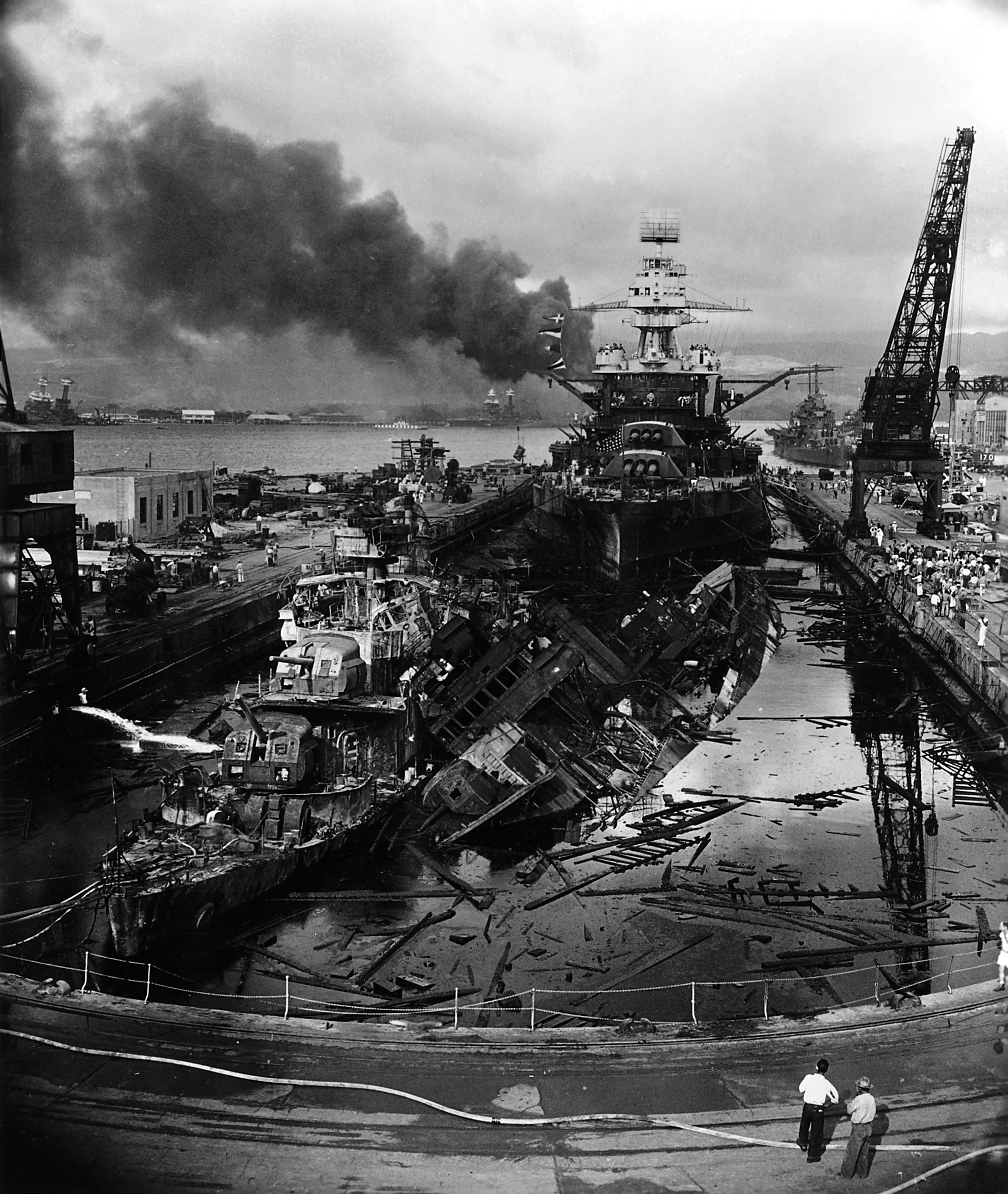
真珠湾攻撃後の戦艦「ペンシルベニア」。手前は駆逐艦「カッシン」（右）と同「ダウンズ」（左）。

1941年（昭和16年）8月、第一航空艦隊に所属する空母「蒼龍」の艦爆隊長に着任。真珠湾攻撃に向けて猛特訓を積む。江草の酒の強さは、機動部隊一、連合艦隊一と評されたが、酔って乱れることはなかった。
12月8日、真珠湾攻撃に参加する。太平洋戦争開戦。
江草は、嶋崎重和少佐を総指揮官とする第二次攻撃隊の急降下爆撃隊78機を指揮した。嶋崎少佐直率の水平爆撃隊54機、進藤三郎大尉率いる制空隊35機とともに、第一次攻撃隊の機影が姿を消した直後の真珠湾上空に姿を現す。あたりは敵の高角砲弾が撃ち上げる弾幕でかすんでいたが、濃緑色の地に虎の縞模様の入った江草指揮機は大胆にも4000mという危険な高さから、弾幕を突き切って大編隊のまま湾上空を大きく旋回し一巡。これは第1次の戦果確認と第2次の攻撃目標を見極めるための冷静沈着な行動だった。黒煙に覆われた湾内は目標を視認するのもままならず、敵の対空砲火や迎撃してくる戦闘機も増大。「トツレ」（突撃準備隊形つくれ）の下令とともに、急降下爆撃隊は第1次攻撃を免れた戦艦「ペンシルベニア」、湾外へ逃げようとした戦艦「ネバダ」などに襲いかかった。江草隊はほぼ1時間攻撃を繰り返したが、指揮機に積んでいたのは空母爆撃用の250キロ爆弾であり、米空母の不在で使用することなく「蒼龍」に帰還している。
1942年（昭和17年）1月、江草は再び「蒼龍」に乗り太平洋を南下した。赤道を越えた機動部隊は1月〜2月にアンボンを攻撃、2月にオーストラリアのダーウィンを攻撃した。
2月、機動部隊に参加。ジャワ沖掃蕩作戦では走行中のアメリカ・イギリス・オランダの連合軍の艦船を次々に沈めた。3月5日の航空爆撃では在泊20隻をほとんど撃沈、連合軍は白旗を揚げた。

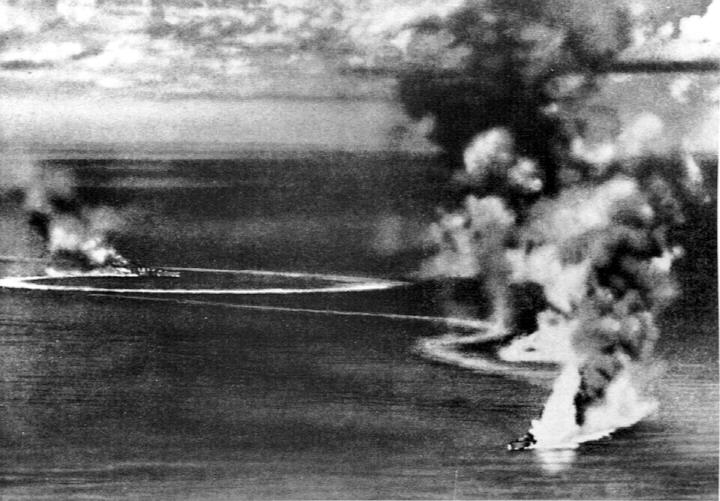
江草少佐率いる九九艦爆隊の攻撃を受ける「ドーセットシャー」と「コーンウォール」

4月5日の機動部隊によるインド洋作戦時、セイロン島沖にてイギリス重巡洋艦「ドーセットーシャー」、「コーンウォール」を攻撃した際には九九式艦上爆撃機での急降下爆撃の命中率は実に87%に及んだ。4月9日にはイギリス空母「ハーミーズ」をこれまた82%に及ぶ命中率で沈没させた。江草らの急降下爆撃は正確無比であり、太平洋戦争中に行われた最良の航空攻撃とも評価されている。
このように、機動部隊は開戦から連戦連勝だった。
江草は6月ごろ、一航艦参謀長草鹿龍之介から剣道の指南を受けていた。
1942年（昭和17年）6月ミッドウェー海戦に参加。江草隊はもともと待機を命じられていたが、ミッドウェー基地に対する攻撃が不十分という報告を受けた司令部の判断から陸用爆弾を装備して第二次攻撃に向かう準備をしていた。しかし、偵察機から敵艦隊を発見という報告が入った。
第二航空戦隊司令官山口多聞少将からの「攻撃隊（江草隊）直ちに発進する要ありと認む」との意見具申があったが、第一機動部隊指揮官南雲忠一中将は、雷装に兵装転換するなど効果的な攻撃の準備を優先させた。
しかし、偵察機が敵空母の位置を大きく見誤っており、結果的に敵艦爆隊の先制を許すことになった。日本艦隊はアメリカ軍機の猛攻撃を受けることとなる。この艦隊の確認のために発進させられたのが試作高速偵察機十三試艦上爆撃機であり「蒼龍」に2機搭載されていた。作家の松田十刻はその搭載について、偵察員経験者による江草の進言によるものと書いている。この偵察機は攻撃を受ける前に偵察任務に出て米機動部隊を発見したが、無線機の故障で報告ができず、攻撃に間に合わなかった。
ミッドウェー海戦で日本は主力空母4隻を喪失する大敗北を喫した。「蒼龍」も撃沈され江草は負傷。江草艦爆隊はこの海戦で遂に出撃していない。これに関してアメリカ海軍歴史センター所長・ロナルド・H・スペクター博士は「江草艦爆隊の（急降下爆撃機）36機がもし出撃していたら、アメリカ空母に多大な損害を与えたことであろうと思います。アメリカの戦闘機は、緒戦の段階では日本のものより力が劣っていたと思います」と述べている。戦史研究家妹尾作太男は「仮に相討ちに終わったとしても、日本海軍はとても強くて倒せないという感情がアメリカ側を支配し、ガダルカナル島へのアメリカ軍の進出は、1年間は遅れただろう。戦局の局面全体が大きく変わったことは間違いない」と述べている。
7月10日、横須賀海軍航空隊付。9月25日、横須賀空飛行隊長兼教官。輸送任務に従した。

#### 五二一空
1943年（昭和18年）7月に基地航空部隊として再編成された第一航空艦隊内に開隊され、8月第五二一航空隊の飛行隊長に着任。新鋭機「銀河」のテストパイロットを務めた。江草は、一式陸攻の戦訓から銀河の燃料タンクに防弾が施されることに対し、防御を厚くすると操縦性が悪くなることから「豪州を攻略するまでそのような防御は不要」と主張し、軍令部の源田実中佐がなだめにいく騒動も起こった。「銀河」は小型大馬力を実現しようとした誉エンジンなどに不良箇所が多く、操縦も難しく訓練は至難を極めた。

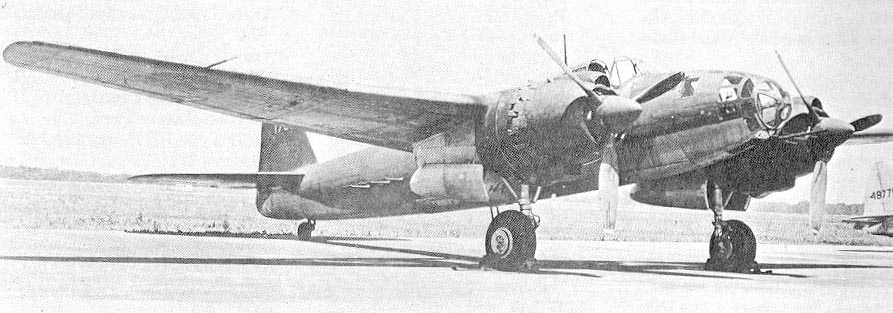
江草少佐、最後の搭乗機となった
「銀河」。

1944年（昭和19年）2月、五二一空のマリアナ進出が決まると、進出前に江草は家族に「今度は湊川だよ」、「汚名を千載に残すことになっても聖子一人の信頼があればもって瞑することができるよ」、「世話をかけたなあ」、「お母様に良い子であれよ」と語った。
4月から5月にかけて、五二一空は機材整備、乗員訓練とも未完のまま前線のグアムに到着。6月に入るとペリリュー島が連日米機動部隊の空襲を受ける。同月11日から、グアム、テニアン島、サイパン島が攻撃される。13日、総計133隻に上るアメリカ艦隊がサイパン島を砲撃、15日にはアメリカ軍はサイパンに上陸した。
1944年（昭和19年）6月15日、「あ号作戦｣が発動。江草が率いる基地航空部隊の五二一空、「銀河」を主力機とする通称「鵬部隊」は、陸上基地から敵機動部隊への出撃命令を下令された。同日夕刻、江草指揮官機を先頭に「銀河」8機はヤップ島を発進、サイパン島西沖の米空母群を襲った。が、既に制空権を手中に収め、高性能レーダーと近接信管を装備していた米艦隊の対空砲火は熾烈を極め、江草の乗る指揮官機を含め8機の「銀河」は撃墜された。
アメリカ空母「サンジャシント」の戦闘報告には「奇襲は成功したが、日本軍の勇敢さにもかかわらず、江草の決死行動はむなしく撃退された。このようにして、日本の、そして恐らく世界の指導的な海軍急降下爆撃機パイロットであった江草が、友軍にも敵軍にもほとんど気づかれることなく、死んでいった。彼は、立派なサムライならばだれでもやるように、戦闘で死んだ。彼が達成した偉業は、現在でも航空・海上戦史の中で比べるものがなく、特別の地位を占めている。彼の死は太平洋戦争の最後の問題を象徴していた。つまり練達の勇士の時代が、大量火器の時代に取って代わられたということであった」と記述されている。
江草はこの戦闘で戦死し（享年34）、死後1945年（昭和20年）1月、二階級特進にて海軍大佐に進級した。
江草の墓は、高知市筆山霊苑に義兄・岡村基春の墓と並んで建っている。
イギリス軍事・海軍関係のノンフィクション作家ピーター・C・スミスは第二次大戦の航空戦史・『爆撃王列伝』で、輝かしい功績を残した急降下爆撃のエース7人を挙げ、そのトップに江草を紹介している。

## 年譜
- 1909年（明治42年）9月4日 - 広島県芦品郡有磨村下有地に生まれる
- 1927年（昭和2年）4月8日 - 海軍兵学校58期
- 1930年（昭和5年）11月18日 - 同校卒業
- 1932年（昭和7年）4月1日 - 海軍少尉
- 1933年（昭和8年）11月 - 第24期飛行科学生卒業、海軍中尉
- 1934年（昭和9年）4月 - 空母「鳳翔」乗組
- 1935年（昭和10年）10月 - 佐伯海軍航空隊。
- 1936年（昭和11年）11月11日 - 海軍大尉、佐伯航空隊分隊長
- 1937年（昭和12年）12月 - 空母「龍驤」分隊長
- 1939年（昭和14年）11月 - 横須賀航空隊分隊長兼教官
- 1941年（昭和16年）8月 - 空母「蒼龍」飛行隊長（爆撃）
- 1942年（昭和17年）7月 - 横須賀航空隊
- 1942年（昭和17年）9月 - 横須賀航空隊飛行隊長兼教官
- 1943年（昭和18年）8月 - 第521航空隊飛行隊長
- 1944年（昭和19年）6月15日 - 南洋諸島サイパン島沖で戦死